# پیلیپ موراچفسکی
پیلیپ موراچفسکی (انگلیسی: Pylyp Morachevskyi; ۱۴ نوامبر ۱۸۰۶ – ۲۶ سپتامبر ۱۸۷۹) شاعر، و مترجم اهل امپراتوری روسیه بود.